# Huttwil
Huttwil est une commune suisse du canton de Berne, située dans l'arrondissement administratif de Haute-Argovie.

Photo aérienne par Walter Mittelholzer (1923)

## Personnalités liées à la commune
- Michael Hermann, politologue